# ماساهیرو ایتو (بازیکن فوتبال)
ماساهیرو ایتو (ژاپنی: [] Error: {{Lang}}: فاقد متن (راهنما)؛ زادهٔ ۹ نوامبر ۱۹۸۸) یک بازیکن فوتبال اهل ژاپن است.
از باشگاه‌هایی که در آن بازی کرده‌است می‌توان به باشگاه فوتبال ویسل کوبه اشاره کرد.